# Santa Fe (les Oluges)
Santa Fe, també conegut com a Santa Fe de Segarra, és un poble del municipi de les Oluges, a la comarca de la Segarra. Situat a l'extrem oriental del terme, a la dreta del Sió, el poble s'enfila al voltant de l'antic castell de Santa Fe i l'església romànica de Sant Pere. A través de la carretera local LV-1004 es comunica amb les Oluges i amb la carretera C-25 (Eix Transversal).
Tenia una població de 33 habitants segons el cens del 2005.

## Vila Closa de Santa Fe

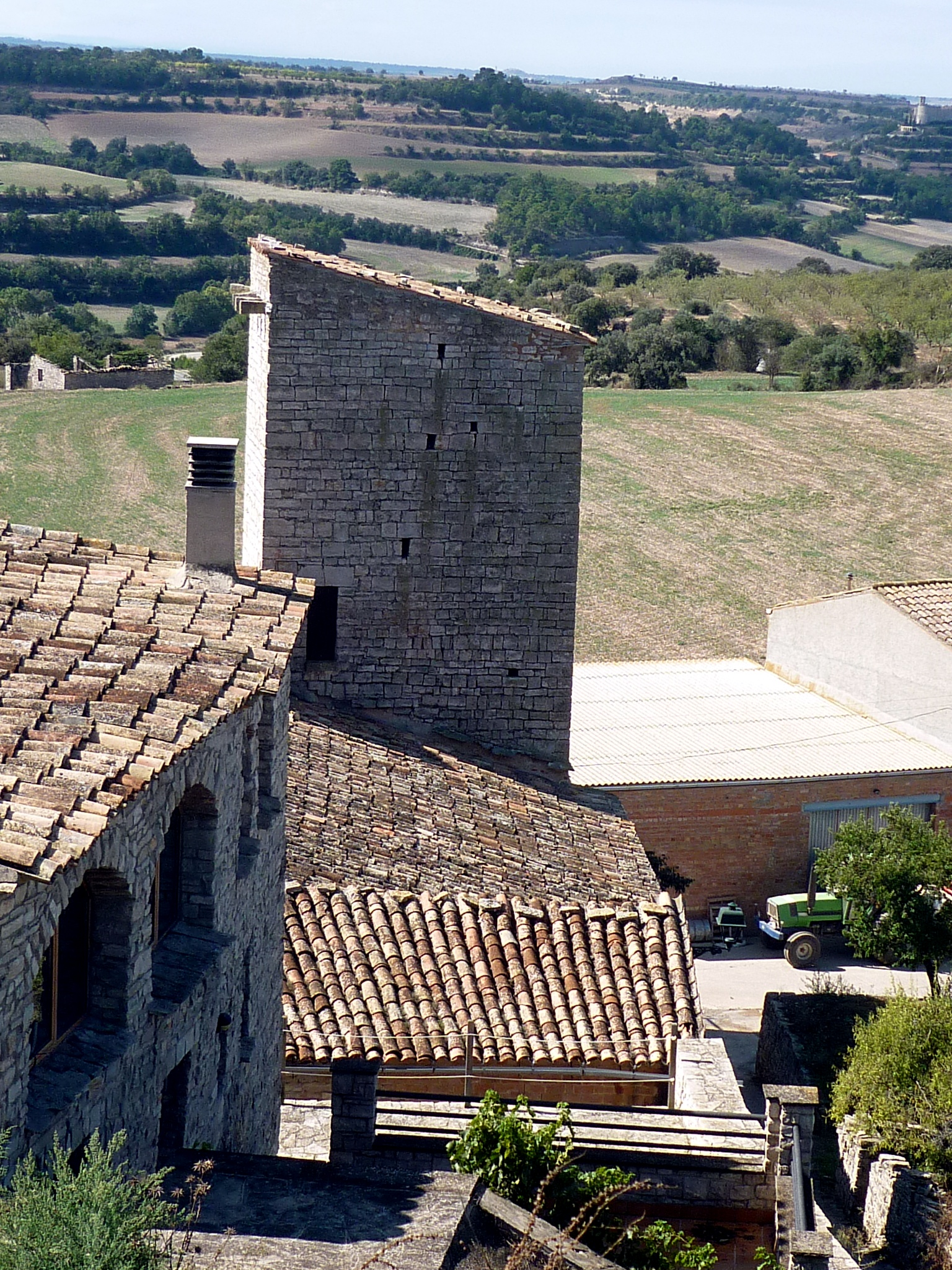
Torre de defensa de cal Franquesa

En els seus orígens, el nucli de Santa Fe tenia una estructura de vila closa entorn del castell situat a la part més alta. Actualment es conserven alguns elements d'aquesta estructura com és el cas del Portal, situat a la part més immediata al castell, al carrer del Portal. Es tracta d'un doble portal amb arc de mig punt adovellat al voltant del qual encara es poden observar restes de les antigues muralles. Un altre portal que formava part de l'estructura defensiva del nucli, el trobem al carrer de la Paella, amb arc de mig punt i volta de canó, per sobre de la qual s'hi ha edificat. No presenta un treball tan acurat com l'anterior, fet que fa pensar que es tractava d'un portal de caràcter més secundari. Finalment, a Cal Franquesa, al principi del carrer del Portal, es conserva una de les torres de defensa del nucli, amb la utilització de carreus regulars i la presència de certs elements defensius com ara espitlleres. A l'interior de la casa, s'hi pot observar el bassament de la torre així com restes de les antigues muralles.

## Notícies històriques
Les primeres notícies del nucli de Santa Fe daten del 1025 i el situen dins el comtat de Berga. Ja al mateix segle hi ha documentat un llinatge anomenat Santafè amb importants interessos a la Segarra i a la comarca d'Urgell. Aquesta nissaga segurament procedia del Solsonès. El 1128 ja es coneix Galceran de Santafè, que tenia drets al voltant de Tàrrega. El 1172 actua al terme Arnau Miró d'Odèn, antecessor dels cavallers de Santafè. El 1244 el matrimoni Ponç de Santafè i Berenguera reberen les rendes que Ponç de Santafè i Pere de Conques tenien en tot el terme de Santa Fe per tal de pagar els creditors d'aquests senyors. El 1352 era senyor de santa Fe Bertran de Fals. El terme passà als Calders l'any 1430, els quals van retenir-ne el domini fins al segle xvii. Durant aquesta centúria passà per parentiu als Pinós i Alentorn, marquesos de Barberà des de l'inici del segle xviii.
Hi nasqué l'agent literària Carme Balcells i Segalà (1930-2015), i hi fou enterrada en el seu cementiri. Una part de les centres de Juan Marsé (1933-2020), un dels escriptors que Balcells va representar, descansen també a la població per desig exprés de l'autor.